# Esfingídeos
Esfingídeos (Sphingidae) é uma família de insetos pertencentes à ordem Lepidoptera. São popularmente conhecidos como esfingídeos, mariposas-falcão, mariposas-esfinge, mariposas-beija-flor, mandarovás ou lagartas-de-chifre.

## Etimologia
O nome "esfinge" faz alusão à posição de repouso das lagartas, posição a qual é similar à da Esfinge de Gizé.

## Descrição
Os adultos são mariposas majoritariamente de médio e grande porte, de tamanho robusto e aerodinâmico. Esfingídeos são conhecidos por sua habilidade de voo potente e constante, que muitas vezes se assemelha ao voo de beija-flores. Diversas espécies da família também são conhecidos por possuírem uma probóscide extremamente alongada, utilizada pelos adultos para se alimentar de néctar.

## Ecologia
A distribuição é mundial, ocorrendo em todos os continentes, com exceção da Antártida e da Groenlândia. Estima-se que 302 espécies estejam presentes na América do Sul e, destas, 186 ocorram no Brasil.
Dentre as diversas famílias de Lepidoptera, Sphingidae apresenta grande importância ecológica e econômica. Ecologicamente, os esfingídeos são polinizadores exclusivos de várias espécies de plantas; porém, alguns podem atuar como importantes pragas agrícolas durante o estágio larval.

## Gêneros
Diversos, entre os quais:
- Acherontia
- Hyles
- Macroglossum
- Marumba
- Sphinx